# Dąb Warcisław

Dąb Warcisław – dąb szypułkowy rośnie w Lesie Kołobrzeskim przy drodze krajowej nr 11 w gminie Ustronie Morskie, ok. 15 km na południowy wschód od Kołobrzegu. 

## Wymiary
Wiek drzewa (640 lat) plasuje go na 5 pozycji w Polsce w rankingu najstarszych dębów w kraju. Wymiary dębu to:
- obwód: 720 cm
- wysokość: 37 m

## Patron
Imię Warcisław upamiętnia księcia Gryfitę Warcisława III, dzięki któremu Kołobrzeg w 1255 roku otrzymał prawa miejskie.

## Turystyka
- Dąb Warcisław rośnie w pobliżu najstarszego dębu w Polsce Bolesława.
- Do dębów prowadzi  szlak turystyczny zaczynający się na stacji kolejowej Bagicz.